# Emilie von Berlepsch
Emilie von Berlepsch (Gotha, 26 november 1755 - Lauenburg, 27 juli 1830) was een Duitse schrijfster.

## Biografie
Emilie von Berlepsch was een dochter van Carl Georg August von Oppel, die hertogelijk vicekancelier was, en van Amalie gravin von Dönhoff. Ze trouwde in 1772 met Friedrich Ludwig von Berlepsch, die koninklijk raadgever was in Ratzeburg, en hertrouwde in 1801 met August Heinrich Harmes, raadgever bij de domeinen van Mecklenburg. Nadat ze meermaals voor langere tijd verbleven had in Bern en Zürich, woonde ze van 1806 tot 1817 in Erlenbach, in het kanton Zürich. Ze was bevriend met Charlotte Zeerleder, Johann Jakob Zimmermann en Philipp Albert Stapfer. In 1787, na haar eerste reis door Zwitserland en Frankrijk, publiceerde ze een proza- en verzenbundel. Ze zette zich in voor de politieke, sociale en culturele onafhankelijkheid van de vrouw. Meerdere van haar teksten verschenen in de Alpenrosen.